# Austrocheirus
Austrocheirus é um gênero de dinossauro terópode do Cretáceo Superior, que viveu na Argentina. Há uma única espécie descrita para o gênero Austrocheirus isasii.